# Peer Gynt (suites orchestrales)
Pour les articles homonymes, voir Peer Gynt (homonymie).
 (mai 2022).
Si vous disposez d'ouvrages ou d'articles de référence ou si vous connaissez des sites web de qualité traitant du thème abordé ici, merci de compléter l'article en donnant les références utiles à sa vérifiabilité et en les liant à la section « Notes et références ».
En 1874-1875, Edvard Grieg compose une musique de scène pour la pièce de théâtre Peer Gynt du dramaturge norvégien Henrik Ibsen. Des 23 numéros, Edvard Grieg en sélectionnera huit, les arrangeant et les réorchestrant en deux suites pour orchestre symphonique.

## L'œuvre

### Première suite
La suite no 1, op. 46, a été écrite en 1888 
1. Au matin, Allegro Pastorale
(6/8, noire pointée = 60, mi majeur)
2. La mort d'Åase, Andante Doloroso
(4/4, noire = 50, si mineur)
3. Danse d'Anitra, Tempo Di Mazurka
(3/4, noire = 160, la mineur)
4. Dans l'antre du roi de la montagne, Alla Marcia et Molto Marcato, Più Vivo, Stringendo al fine
(4/4, noire = 138, si mineur)

### Deuxième suite
La suite no 2, op. 55, a été écrite en 1891
1. Enlèvement de la mariée, Allegro Furioso - Andante Doloroso
(alternances de 2/4, noire = 160 et de 3/4, noire = 60, sol mineur)
2. Danse arabe, Allegretto Vivace
(4/4, noire = 132, do majeur)
3. Retour de Peer Gynt, Allegro Agitato
(6/8, noire pointée = 126, fa# mineur)
4. Chanson de Solveig, Andante - Allegretto Tranquillamente
 (alternances de 4/4, noire = 72 en la mineur et de 3/4, noire = 120 en la majeur)

### Orchestration
Les deux suites sont écrites pour orchestre symphonique.
| Instrumentation des suites de Peer Gynt                                                                          |
| Bois |
| 1 piccolo, 2 flûtes, l'une jouant le deuxième piccolo, 2 hautbois, 2 clarinettes en la et en si bémol, 2 bassons |
| Cuivres |
| 4 cors, 2 trompettes en mi et en fa, 2 trombones, 1 trombone basse, 1 tuba                                       |
| Percussions |
| 2 timbales, triangle, tambourin, caisse claire, cymbales, grosse caisse                                          |
| Cordes |
| premiers violons, seconds violons, altos, violoncelles, contrebasses, 1 harpe                                    |

## Utilisation dans la culture populaire

### Au cinéma
- Dans M le maudit réalisé par Fritz Lang en 1931, le tueur est reconnu par son sifflement de Dans l'antre du roi de la montagne (c'est Fritz Lang lui-même qui double l'acteur Peter Lorre dans la BO) « M le maudit » (commentaires de Mireille Kentzinger).
- Dans Soleil vert, le morceau Au matin est utilisé lors de la scène de la mort de Sol.
- Dans The Social Network (2010), pendant la course d'aviron, Trent Reznor et Atticus Ross reprennent le thème Dans l'antre du roi de la montagne.
- Dans le titre Hair Up de Justin Timberlake, pour la bande originale du film Les Trolls, Dans l'antre du roi de la montagne est utilisé et transformé en morceau pop/rap.
- Dans le long-métrage d'animation des studios Disney Mickey, Donald, Dingo : Les Trois Mousquetaires, Dans l'antre du roi de la montagne est utilisé comme mélodie pour La Chanson de Pat.

### À la télévision
- Dans l'épisode 2 de la première saison de Maigret (Maigret chez les Flamands), la Chanson de Solveig est jouée à deux reprises au piano à la demande du commissaire, interprété par Bruno Cremer.
- Dans l'épisode 3 de cette même saison (Maigret et la maison du juge), ce même air est joué au piano par Lise.

### Dans les jeux vidéo
- Dans le jeu vidéo The Witness (2016) de Jonathan Blow, le morceau est utilisé comme musique d'une séquence cachée dans le jeu.

### Musique et danse
- Three Suites (Duke Ellington, 1960), comprenant cinq extraits des deux suites Peer Gynt de Grieg (Morning Mood, In The Hall Of The Mountain King, Solvejg’s Song, Ase’s Death, Anitra’s Dance).
- Le titre Lost Song de Jane Birkin (texte de Serge Gainsbourg) reprend la mélodie de la Chanson de Solveig.
- Le thème de la chanson Forever de l'album Karma (2001) de Kamelot est basée sur la Chanson de Solveig.
- Ballet en décembre 2008 à l'opéra de Zurich par le ballet de Zurich, l'orchestre de l'opéra de Zurich et les chœurs de l'opéra de Zurich[1].

### Autres
- Dans l'application[2] musicale interactive Peer Gynt[3], la chanteuse Kate Stables chante avec les musiciens les Clés de l'écoute et l'Ensemble Carpe Diem. Cette adaptation offre une couleur musicale folk à l'œuvre de Grieg ; elle propose des arrangements orchestraux de l'œuvre, de reconnaître tous les thèmes, de jouer à la place du percussionniste.
- Dans la pub Perrier 2015.[réf. nécessaire]